# Richard Feynman
Richard Phillips Feynman (New York, New York, 1918. május 11. – Los Angeles, Kalifornia, 1988. február 15.) Nobel-díjas amerikai elméleti fizikus, tudománynépszerűsítő, sokak szerint a 20. század, de különösen a II. világháború utáni időszak egyik legnagyobb hatású elméje. Mind a tudományos kutatás, mind pedig a tudományos ismeretterjesztés területén kiemelkedőt alkotott, így több generáció számára jelentett és jelent ma is inspirációt. A nemzetközi szkeptikus mozgalomban is úttörőként emlegetik, aki előszeretettel leplezett le csalásokat és hívta fel a figyelmet arra, hogy megfelelően kivitelezett trükkökkel a legjobb szellemi képességű embereket is be lehet csapni. Híres volt játékosságáról, de a komolyság és az őszinteség is fontos részét képezte személyiségének, élvezte az életet (például megtanult kongadobon játszani), de köztudottan irtózott a formalitásoktól.
Előadásai és interjúi, valamint a róla szóló életrajzi írások a mai napig is népszerűek, számos általa írt vagy róla szóló könyv kapható magyar nyelven is.

## Gyermekkora
New York Manhattan kerületében született a Fehéroroszországból az Egyesült Államokba emigrált, zsidó származású fiatalember, Melville Feynman, és az amerikai születésű, lengyel zsidó családból származó Lucille Phillips első gyermekeként. Később egy fiú és egy lánytestvére is született, előbbi 4 hetes korában elhunyt. Az első években gyakran költöztek a városon belül, de végül a Queens kerületben lévő Far Rockawayben telepedtek le. A gyermek Richard (akit a barátai Rittynek hívtak) ekkor 10 éves volt.
Bár egyik életrajzírója szerint Feynman egy iskolai intelligenciateszten csupán a 125-ös értéket érte el, ami magas ugyan, de nem kiugróan magas, általában kimagaslóan éleselméjű gyermekként és felnőttként emlegetik.
Igen korán megmutatkozott érdeklődése a tudomány, különösen a matematika és a fizika iránt, és számos visszaemlékezésében nagyon fontos hatásként emlegeti széles érdeklődésű édesapjával közösen tett gyermekkori felfedezéseit. Olyannyira vonzotta a matematika, hogy kimondottan szabadidős tevékenységként foglalkozott vele, és a Far Rockaway High Schoolban töltött utolsó évében megnyerte a New York-i Egyetem Matematika Bajnokságát.

## Ifjúkori évei
Egyetemi évei alatt, 19 éves korában eljegyezte a nála fiatalabb Arline Greenbaumot, akivel kapcsolatát igazi nagy szerelemként írta le. 1942-ben házasságot is kötöttek, azonban Arline ekkor már súlyos beteg volt, súlyos tuberkulózisban szenvedett. Míg Feynman a Manhattan terv keretében Los Alamosban dolgozott, felesége egy Albuquerque-i szanatóriumba költözött, hogy közelebb lehessenek egymáshoz. 1945 júniusában, az első atombomba kísérleti robbantása előtt egy hónappal Arline meghalt. A személyes tragédia és a kutatási, valamint oktatói munkássága együtt jelentős terhet róttak rá, amiből a fizika szépsége jelentette számára a kiutat.

## Tanulmányai
A Massachusetts Institute of Technology-n (MIT) 1935-ben megkezdte matematika tanulmányait, s 1939-ben megszerezte az alapdiplomáját. Ezt követően a Princetonra nyert felvételt, ahol előbb mesterfokozatát szerezte meg, majd 1942-ben megkapta doktori címét is John A. Wheeler témavezetése alatt.

## Kutatói és oktatói munkássága
1943-ban Los Alamosba költözött, ahol részt vett az atombomba kifejlesztését célzó Manhattan-tervben. Itt az elméleti részlegen dolgozott Hans Bethe irányítása alatt. Fiatal kora ellenére kiemelkedett a többi tudós közül, amit Robert Oppenheimer is elismert, sőt egy, a Berkeley Egyetemre szóló, Feynmannak kiadott ajánlásában azt írta róla: „A legragyogóbb fiatal fizikus itt.”
Feynman később visszautasította a Berkeley ajánlatát, és helyette 1945-ben elfogadta a Cornell Egyetem által felajánlott professzori állást. Itt 1950-ig tanított fizikát, amikor átment a California Institute of Technologyra (CalTech) oktatni, ahol élete végéig dolgozott professzorként.

## Tudományos eredményei
Már a Cornellen elkezdte az elektron és a foton kölcsönhatásaival foglalkozó kvantum-elektrodinamika (QED) megújítását, melynek néhány, már addig is ismert problémáját vetette alaposabb vizsgálat alá. Abból kiindulva, hogy az elektron első közelítésben pontszerű kiterjedésű, aminek elektromos tere a távolsággal négyzetes arányban csökken, feltette a kérdést: „mi van a töltéssel, ha a távolság nulla, vagyis magát az elektront vizsgáljuk?”. Ezen a ponton a töltésnek (és mivel pontról van szó, a töltéssűrűségnek) végtelennek kellene lennie. Ennek, és hasonló abszurditásoknak a kezeléséhez a fizikusok különféle matematikai eszközöket fejlesztettek ki, amikkel lehetővé vált a végtelenek eltávolítása a képletekből. Ezek azonban mesterségesen beillesztett "trükkök" voltak, ugyanis az elektron töltése itt is pontosan mérhető és véges értékű. Az akkori elméleti megközelítések tehát hibásak voltak.
Feynman az általa kitalált új megközelítést 1948-ban a Physical Review-nak küldte el ezzel a címmel: „Space-Time Approach to Non-Relativistic Quantum Mechanics” (magyarul: a nem-relativisztikus kvantummechanika megközelítése a téridő szempontjából), az újság azonban nem közölte az írását. Ebben vezette be az útintegrálok fogalmát, amire sokszor „a történetek összegzése” néven hivatkozott.
Feynman megközelítésében egy olyan esemény valószínűsége, ami többféleképpen is megtörténhet (mint például egy elektron megtalálási valószínűsége egy bizonyos ponton), azoknak a valószínűségeknek az összege, ahogyan az esemény lejátszódhat. Ha ezeket a valószínűségeket összeadjuk, az eredmény a Schrödinger-hullám lesz – jegyezte meg Feynman. Később, egy 1949-es írásában megmutatta, hogyan kell kiszámolni az útintegrálok összegét egy egyszerű módszerrel, amiket azóta Feynman-diagramnak vagy Feynman-gráfnak neveznek.
Freeman Dyson úgy jellemezte Feynmant ebben az időszakban, mint aki „nem értette a kvantummechanika hivatalos, elfogadott verzióját, ezért újból ki kellett találnia a kvantummechanikát” olyan formában, amit ő is megértett.
Szupravezetéssel és részecskefizikával is foglalkozott. 1955-ben egy új modellt javasolt, ami a folyékony hélium felépítését írja le.
1958-ban ő és Murray Gell-Mann közösen publikáltak egy elméletet a gyenge kölcsönhatásokról, ami kiterjesztette Fermi elméletét, mert számításba vette a paritássértéseket is. 1968-as Stanfordi látogatása alatt kezdett dolgozni az erős nukleáris kölcsönhatásokon. A protont olyan pontszerű részecskékből állónak tekintette, amiket „parton”-nak nevezett el, és amik nem lépnek interakcióba egymással. Ezekre azért volt szükség, mert ezzel meg lehetett magyarázni a Stanfordi lineáris gyorsító (angol rövidítése: SLAC) által regisztrált rugalmatlan szóródásos ütközéseket.

## Díjai, elismerései

### Albert Einstein-díj
Az elméleti fizikában elért jelentős eredményeiért 1954-ben Albert Einstein-díjat kapott.

### Nobel-díj
1965-ben megosztott Fizikai Nobel-díjat kapott Tomonaga Sinicsiró japán, és Julian Schwinger amerikai fizikusokkal közösen „kvantumelektrodinamikai munkásságukért, amely mélyreható következményekkel járt az elemi részecskék fizikájában”
A jelölésre az első reakciója az volt, hogy elutasítja, mert attól félt, hogy a Nobel-díj annyira híressé teszi, hogy utána nem tud majd eleget foglalkozni a fizikával. Miután barátai figyelmeztették arra, hogy a Nobel-díj elutasítása is éppen annyira médiasztárrá tehet valakit, inkább úgy döntött, hogy elfogadta a díjat.

## Tudománynépszerűsítő tevékenysége
Az 1963-ban megjelent Feynman Lectures in Physics (előadások a fizikáról) óta Feynman ismertté vált a nagyközönség előtt is. Előadásairól hang és filmfelvételek is készültek, televíziós műsorokat is készítettek belőlük, melyek igen népszerűek voltak az Egyesült Államokban és más angolszász országokban. Nemzetközileg ismertté az 1980-as években vált, amikor több külföldi meghívásnak is eleget téve vállalt televíziós szerepléseket, valamint kiadták „Tréfál, Feynman úr?” című könyvét (1985). Ebben a könyvben vált általánosan ismertté az a régi fizikai probléma, melyet róla Feynman-locsolónak neveztek el. Az általa írt és róla szóló könyvek közül jó néhányat magyar nyelven is kiadtak.
Ismeretterjesztő tevékenységének fontos eleme volt a tudomány iránti lelkesedése, mely érzelmileg is megérintette közönségét, valamint világos, könnyen érthető és szélesebb rétegek számára is befogadható magyarázatai a tudományos módszerről, a kritikai gondolkodásról és a világ megismerésének megbízható módjáról.

Dr. Richard Feynman "A bolygók mozgása a Nap körül" című előadása közben

## A Challenger katasztrófa vizsgálóbizottságának tagjaként
Amikor 1986-ban felkérték a Challenger-katasztrófa kivizsgálásában való részvételre, arra gondolt, hogy az egy tisztán tudományos vizsgálat lesz.
Önálló kérdezősködései és a mérések megismerése nyomán hamarosan világossá vált számára, hogy a katasztrófa közvetlen oka az O-gyűrűk tömítésének hibája volt, amit a gyorsítórakétában használtak. Az űrsikló felbocsátásának reggelén a hőmérséklet fagypont alatt volt, és ilyen hőmérsékleten ezek a tömítések elvesztették rugalmasságukat. Feynman tudomására jutott, hogy a NASA képviselői is ismerték ezt a lehetséges hibát, mert a tömítést gyártó cég figyelmeztette őket. A vizsgálóbizottság tévétájékoztatóján, anélkül, hogy előzőleg egyeztetett volna a bizottság vezetőjével, egy kancsó vizet és jeget kért, egy szorító bilincsel összeszorította a gyűrűt és belehelyezte a pohár jeges vízbe. Néhány perc múlva az O-gyűrűt kivéve és megszabadítva azt a bilincstől, az láthatóan lassabban nyerte vissza eredeti formáját mint egyébként.
Eredményeit a bizottság megállapításainak mellékleteként adták ki. Feynman észrevette, hogy bár a bizottság is állapított meg hiányosságokat, amik a NASA vezetőit terhelték, ezek a megállapítások a jelentés apró részleteiben szétszórva helyezkedtek el, és ezeket csak a legéberebb olvasók fedezhették fel. Amikor a bizottság ilyen formán akarta publikálni a jelentést, Feynman megfenyegette őket, hogy nem hajlandó aláírni azt, és megállapításait önállóan fogja megjelentetni. Ekkor hajlandóak voltak belemenni a részletes változat közzétételébe.
Feynman ezeket a washingtoni tapasztalatait kiábrándítónak találta. Egész életében a természet jelenségeit próbálta megérteni. Az általa végzett munka nehéz volt, intenzív gondolkodást igényelt. Washingtonba azzal a szándékkal ment, hogy ugyanezt az erőfeszítést a bizottság tagjaként is megtegye. Azonban olyan emberekkel kellett dolgoznia, akik bár nem voltak csalók, hazudozók vagy lusták, de csak kevéssé voltak érdekeltek az igazság kiderítésében. Fontosabb volt számukra, hogy olyan történetet tálaljanak a washingtoni törvényhozók, a NASA és az amerikai emberek elé, ami elfogadható a számukra.

## Betegsége és utolsó évei
Feynman a Challenger katasztrófa idején már komoly betegséggel küzdött. Még 1978-ban egy rosszindulatú daganatot távolítottak el a hasából, 1986-ban pedig csontvelőrákot állapítottak meg nála. A hasüregi rák 1987-ben visszatért, és nem sokkal ezt követően veseelégtelenségben meghalt. Miután csak egyetlen veséje maradt, az orvosok vesedialízist javasoltak neki, ez azonban folyamatos ágyhoz kötöttséggel járt volna, ezért nem vállalta. Fájdalomcsillapítókat kapott és készült a halálra. Barátai elmondása szerint ezt is úgy fogta fel, mint minden mást: számára egy kísérlet volt ez is.

## Magyarul megjelent művei
- R. P. Feynman–R. B. Leighton–M. Sands: Mai fizika, 1-10.; Műszaki, Budapest, 1968–1988 ISBN 963-10-6445-X
- A fizikai törvények jellege; ford. Gajzágó Éva; Magvető, Budapest, 1984 (Gyorsuló idő) ISBN 963-14-0113-8
- Hat könnyed előadás. A fizika alapjainak magyarázata; bev. Paul Davies, ford. Ill Márton; Park–Akkord, Budapest, 2000 ISBN 963-530-653-9
- A dolgok értelme. Egy tudós polgártárs vallomásai; ford. Ill Márton; Akkord, Budapest, 2001 (Talentum tudományos könyvtár) ISBN 963-7803-88-2
- "Tréfál, Feynman úr?". Egy mindenre kíváncsi pasas kalandjai; lejegyezte Ralph Leighton, ford. ifj. Vitray Tamás; Park, Budapest, 2001 ISBN 963-530-659-8
- A felfedezés öröme; ford. Ill Márton; Akkord, Budapest, 2002 (Talentum tudományos könyvtár) ISBN 963-7803-35-1
- QED. A megszilárdult fény; ford. Alföldy Bálint; Scolar, Budapest, 2003 ISBN 963-9193-58-5
- Hat majdnem könnyű előadás Einstein relativitáselmélete, szimmetriák, téridő; ford. Bozóki Éva et al.; Akkord, Budapest, 2004 ISBN 963-9429-33-3
- "Mit érdekel a mások véleménye?". Egy mindenre kíváncsi pasas újabb kalandjai; lejegyezte Ralph Leighton, ford. Révbíró Tamás; Park, Budapest, 2008 ISBN 978-963-530-791-3
- Richard P. Feynman–Robert B. Leighton–Matthew Sands: A Feynman-előadások fizikából; Typotex, Budapest, 2017–
  - (Mai fizika címen is)
- Hat könnyed előadás. Kötetlen ismerkedés a fizika lenyűgöző világával; előszó Paul Davies, ford. Ill Márton; Park, Budapest, 2017
- QED. A megszilárdult fény. A fény és az anyag különös elmélete; előszó Anthony Zee; 2. jav., bőv. kiad.; Scolar, Budapest, 2020
- A gravitációról és számítógépekről szóló írásai halála után jelentek meg.

## Fordítás
- Ez a szócikk részben vagy egészben  a   Richard Feynman című angol Wikipédia-szócikk fordításán alapul.  Az eredeti cikk szerkesztőit annak laptörténete sorolja fel. Ez a jelzés csupán a megfogalmazás eredetét és a szerzői jogokat jelzi, nem szolgál a cikkben szereplő információk forrásmegjelöléseként.